# فلیکس آلفارت
فلیکس آلفارت (به آلمانی: Felix Alfarth) (۵ ژوئیه ۱۹۰۱ لایپزیش – ۹ نوامبر ۱۹۲۳ مونشن) یکی از نخستین اشخاصی بود که نزد ناسیونال سوسیالیست‌های آلمان شهید به حساب می‌آمد. او یکی از ۱۶ تنی بود که در کودتای ناموفق مونشن کشته شد. شهرت آلفارت از تقدیم شدن نسخه نخست کتاب نبرد من آدولف هیتلر به این ۱۶ تن پدید آمده‌است.

## زندگی‌نامه
فلیکس آلفارت روز ۵ ژوئیه سال ۱۹۰۱ در لایپزیش زاده شد. پس از تکمیل تحصیلات مقدماتی مدرسه در سال ۱۹۱۷، به مهارت‌آموزی در زمینه بازرگانی در شرکت زیمنس-شوکرت پرداخت. آلفارت سال ۱۹۲۳ برای فعالیت در حرفه بازرگانی به مونشن رفت. او به عنوان یکی از پیروان اولیه و مشتاق آدولف هیتلر، در راهپیمایی فلدهرن‌هاله در ۹ نوامبر سال ۱۹۲۳ مشارکت داشت و درگیری با پلیس، به ضرب گلوله کشته شد. آلفارت در دوره حاکمیت حزب ناسیونال سوسیالیست بر آلمان به یک «قهرمان مردمی» بدل گشت. گفته می‌شود هنگام مرگ سرود «آلمان بالاتر از همه» را می‌خواند. نام آلفارت در ترتیب الفبایی در صدر فهرست شانزده نفره کشته‌شدگان کودتای ناموفق مونشن قرار داشت. این اسامی در یکی صفحات دیباچه کتاب نبرد من، نوشته آدولف هیتلر، جایگاهی افتخاری کسب کردند.